# Ирена, домой!
Ирена, домой! (пол. Irena do domu!) — польский художественный фильм, комедия 1955 года.

## Сюжет
На экране 50-е годы XX века. Закат эпохи сталинизма. Главная героиня комедии, Ирена Маевская, воплощая в жизнь лозунг коммунистов «Женщина — на трактор!», пытается вырваться из серости будней и заняться профессиональной деятельностью. Вопреки требованиям мужа-ретрограда, окружению и судьбе она стремится стать водителем такси.

## В ролях
- Лидия Высоцкая — Ирена Маевская.
- Адольф Дымша — Зыгмунт Маевский, муж Ирены.
- Ханка Белицкая — Квятковская.
- Казимеж Брусикевич — руководитель Мецё, жених Квятковской.
- Игнацы Маховский — Зигмунт, парикмахер.
- Хелена Бучиньская — Новакова.
- Людвик Семполинский — Котовский.
- Влодзимеж Скочиляс — Владек.
- Зофья Перчинская — Крыся.
- Станислав Волиньский — Олех.
- Ирена Скверчиньская — соседка.
- Тадеуш Шмидт — сосед Крыси.
- Станислав Игар — парикмахер.
- Станислав Яворский — продавец в магазине игрушек.
- Хенрик Хунко — мужчина на пикнике.